# Геллер, Дмитрий Александрович
Дмитрий Александрович Геллер (род. 12 октября 1970, Свердловск) — российский режиссёр-мультипликатор, художник.

## Биография
Начал творческую деятельность в качестве независимого художника. Участвовал в выставках в Санкт-Петербурге, Копенгагене, Вашингтоне. В Екатеринбурге участвовал в выставках в д/к «Автомобилист», «Сурикова 31», «Ленина11». В 1985 году вместе с группой архитекторов участвовал в создании хэппинингов на дискотеках в д/к Свердлова.
В 1990 г. начал работу в творческо-производственном объединении при Свердловской киностудии. Учился на Высших курсах сценаристов и режиссёров в мастерской Ф. С. Хитрука, Ю. Б. Норштейна, Э. В. Назарова, А. Ю. Хржановского, выпуск 1997 года. В том же году снял одноминутный ролик для альманаха «Optimus Mundus». Известность Геллер получил после выхода ленты «Привет из Кисловодска». За этот фильм в 2002 году стал лауреатом премии губернатора Свердловской области.
Творчество режиссёра вызывает противоречивые отклики. Так, А. Б. Боссарт назвала мультфильм «Привет из Кисловодска» «худосочным и бескровным».
Сотрудничал с режиссёрами игрового кино, делал эскизы, анимационные вставки к художественным фильмам. Создал графическое оформление серии документальных фильмов о малых народах Африки, Азии и севера России, а также премьерные плакаты фильмов и плакаты для театрального фестиваля в Кракове.
По приглашению Jilin Animation Institut в 2011—2020 годах создал вместе со студентами четыре анимационных фильма, один из которых получил китайскую национальную премию за лучший короткометражный фильм 2012 года, Гран-При фестиваля в Хиросиме и вошел в лонг-лист американской премии «Оскар». Профессор Jilin Animation Institut.
Фильмы Геллера участники музыкальных перформансов во Франции, в Голландии, фильм «Мальчик» участник юбилейных показов к 60-летию John Zorn в Париже и его юбилейного концерта в Мехико.
Ретроспективы фильмов проходили в гг Москве, Амстердаме на корабле «Ship of fools», на кинофестивалях в С-Петербурге, Екатеринбурге, Познани, Никози, и избранные фильмы демонстрировались в синематеке Нью-Йорка, музее Виктории и Альберта в Лондоне, фильмы находятся в коллекции музея фестиваля в Хиросиме.
В 2012 году снял российско-китайский мультфильм «Маленький пруд у подножия великой стены», посвящённый китайскому аниматору Тэ Вэю и репрессиям в отношении него во время Культурной революции.

## Фильмография
Режиссёр
- 1997 — Тайна это ты
- 2001 — Привет из Кисловодска
- 2003 — Маленькая ночная симфония
- 2004 — Ремесло
- 2006 — Признание в любви
- 2008 — Мальчик
- 2010 — Воробей, который умел держать слово
- 2011 — Я видел, как мыши кота хоронили
- 2012 — Маленький пруд у подножия великой стены
- 2014 — Мужчина встречает женщину
- 2018 — Рыбы, пловцы и корабли (совместно с Андреем Кулевым)
- 2020 — Хозяйка Медной горы

## Награды

### Привет из Кисловодска
- Гран-при фестиваля «КРОК» (2001)
- Гран-при Открытого российского фестиваля анимационного кино (2001)
- 1 место в профессиональном рейтинге Открытого российского фестиваля анимационного кино (2001)
- Гран-При. МКФ «CINANIMA». Португалия (2002)
- Приз за лучший дебют. МКФ ANCY. Франция (2001)
- Приз за лучший дебют. МКФ «SICAF». Южная Корея (2001)
- Специальный приз. МКФ Штудгард. Германия (2002)
- Приз «Святая Анна» 2 степени. Фестиваль студенческих фильмов (2001)
- Номинация на премию «Ника» за лучший анимационный фильм (2002)
- Номинация на премию «Золотой орёл» за лучший анимационный фильм (2002)

### Маленькая Ночная Симфония
- Приз Гран Открытого российского фестиваля анимационного кино (2004)
- Гран-При. МКФ «КРОК» Украина (2004)
- Приз «Лучший экспериментальный фильм». «Анимаевка» Белоруссия (2004)
- Приз «Лучший звук». МКФ «Fantoche» Швейцария (2005)

### Признание в любви
- Приз Гильдии кинокритиков и киноведов. Открытого российского фестиваля анимационного кино (2006)
- 2 место в профессиональном рейтинге Открытого российского фестиваля анимационного кино (2006)
- 2 приз. МКФ «Мультивидение». Санкт-Петербург. (2006)
- Специальный приз жюри «За оригинальность киноязыка и изображения». МКФ «КРОК» Украина (2007)

### Мальчик
- Гран-При. Лучший анимационный фильм."KINOFEST" Румыния (2008)
- Гран-При. Лучший анимационный фильм, «Окно в Европу» (2008)
- Приз Гильдии киноведов и кинокритиков России «Белый слон» за «Лучший анимационный фильм года» (2008)
- 2 место в профессиональном рейтинге Открытого российского фестиваля анимационного кино (2008)
- Диплом Гильдии киноведов и кинокритиков — «За красоту и трогательность высказывания» РКФ «Окно в Европу» (2008)
- Приз фестиваля «Золотая рыбка» (2008)
- Номинация на премию «Ника» за лучший анимационный фильм (2009)

### Воробей, который умел держать слово
- Приз за лучший фильм для детей. Открытого российского фестиваля анимационного кино (2011)
- Приз за лучший анимационный фильм для детей. МФ «Золотая рыбка» (2011)
- Приз за лучший анимационный фильм. МКФ «Лучезарный ангел» (2011)
- Приз за лучший анимационный фильм. КФ «Сияжар» (2011)
- 1 приз «за глубокий смысл и изобразительное решение» РФВИ «Орленок» (2011)
- 2 приз. Приз профессионального жюри «ANIMA MUNDI. WEB&CELL» Бразилия (2011)
- 3 приз. Приз детского жюри. МКФ «Лучезарный ангел» (2011)

### Я видел, как мыши кота хоронили
- Гран-При. Международный фестиваль в Хиросиме. Япония (2012)
- Приз за лучший короткометражный фильм года. Национальная премия Китайской Анимационной Ассоциации «GOLDEN MONKEY» Китай (2011)
- Специальный Приз Жюри Открытого российского фестиваля анимационного кино (2012)
- Специальный Приз Жюри. РКФ «Окно в Европу» (2012)

### Мужчина встречает женщину
- Приз Гильдии киноведов и кинокритиков России «Белый слон» (2014)
- 2 место в профессиональном рейтинге Открытого российского фестиваля анимационного кино (2014)
- Главный приз в конкурсе анимационного кино XXII кинофестиваль «Окно в Европу»

### Рыбы, пловцы и корабли
- 3 приз на 31-й церемонии присуждения премии «Ника» за лучший анимационный фильм (2018). Совместно с Андреем Кулевым.

### 10 000 безобразных пятен
- 1 место в профессиональном рейтинге Открытого российского фестиваля анимационного кино (2021)
- Приз Гильдии киноведов и кинокритиков Открытого российского фестиваля анимационного кино (2021)[2]

### Хозяйка Медной горы
- Главный приз в конкурсе анимационного кино 28-го кинофестиваля «Окно в Европу»[3]
- Гран-при XXV Открытого российского фестиваля анимационного кино в Суздале (2020)[4]

- Лауреат фестиваля анимационного кино Countryside Animafest Cyprus на Кипре (2021)[5]

### Алёшенька
- Гран-при ХХХ Открытого российского фестиваля анимационного кино в Суздале (2025)[6]